# Serere (district)
Le district de Serere est un district d'Ouganda situé au bord du lac Kyoga. Sa capitale est Serere.

## Histoire
Ce district a été créé en 2010 par séparation de celui de Soroti.